# 근수축
근수축(筋收縮, 영어: muscle contraction) 또는 근육수축(筋肉收縮)은 근육의 근원섬유들을 이루는 미오신 단백질의 결합체인 굵은 필라멘트(마이오신 필라멘트)와 액틴 단백질로 구성된 가는 필라멘트(액틴 필라멘트) 간 교차결합으로 이루어진다.이 때 미오신이나 액틴섬유 자체가 수축하는 것이 아니라 액틴과 미오신 분자들간 미끄러짐에 의해 활주가 일어난다는 것이 필라멘트 활주이론(활주설)이다. ATP에 의한 교차결합 주기가 반복되면서 굵은 필라멘트는 가는 필라멘트를 안으로 끌어당기는 파워스트로크 과정을 통해 수축이 진행된다.
19세기 현미경을 통한 근수축의 미시적 구조에 대한 관심과 1930년대 아치볼드 힐에 의한 근육 내 열생산 이론은 근수축에 대한 이해에 바탕이 되었다. 그 이후 1950년대 앤드루 헉슬리에 의한 교차결합이론은 활주가 일어나는 원리를 설명하고 있으며 현재까지 근수축기작을 잘 설명해주고 있는 이론이다. 이처럼 생리학적 기작과 함께 근육의 역학적 성질도 연구되는 가운데, 근수축과 관련된 역학적 연구로 근육의 길이-장력과의 관계, 부하-근수축 속도와의 관계에 대한 연구가 있다.

## 근육 연구의 역사

### 19세기 이전
아리스토텔레스는 저서 《동물론(De motu animalium)》에서 근육에 대하여 다음과 같이 기술하였다. "움직임의 기능은 미는것과 당기는 것이며, 따라서 움직임의 도구(근육)는 수축과 확장이 가능해야한다. 이것은 바로 생기(pneuma)의 특성이다.”
16세기의 유명한 해부학자 안드레아스 베살리우스는 로마 시대의 해부학자 갈레노스의 생기설을 깨트리고 인체 해부학 개론을 출판했다. 그는 근육을 "동물의 생기를 전달하는 신경의 작용으로 더 두껍고 짧아지며, 한데 모여 자기 자신을 끌어당기고, 또다시 풀어지고 늘어남으로써 근육이 붙어있는 부분을 움직여 원래 상태로 돌아가게 하는 주된 매개자"라고 주장하였다.
17세기에 이르러 보렐리는 여러 가지 행동에서 근육과 뼈가 어떻게 작용하는지 연구하였고, 이를 일반화하고자 노력하였다. 하지만 근육의 길이가 수축할 때 순간적으로 부피의 확장이 일어난다고 주장하였다.

### 19세기:현미경의 도입
편광현미경의 발달로 근육의 더욱 자세한 구조를 보는 것이 가능해지면서, 르윈후크는 현재의 Z선을 관찰하였고 이어서 부르케는 현재의 A밴드라 불리는 띠를 관찰하게 되었다.

### 20세기:활발한 근수축연구
현미경에 의한 관찰은 근육의 미시적 구조에 관심을 갖도록 했지만, 어떻게 근수축이 일어나는지에 대한 설명을 해주지는 못했다.
아치볼드 힐은 근육에서 생기는 열에 관심을 갖고 이를 수행된 일과 수축속도와 더불어 이해하려고 노력하였다. 그는 근육에 대한 연구를 하면서 수축의 정도와 근육에 가해진 하중이 클수록 열은 많이 발생하지만 열은 수축속도와는 관계가 없다는 사실을 발견하게 된다. 위와 같은 근육내 열생산에 대한 업적으로 그는 1922년 오토 마이어호프와 함께 노벨 생리학·의학상을 수상하였다. 이와 비슷한 시기에 ATP에 대한 연구, 근육에서의 산소의 역할에 대한 연구가 이루어지면서 후속이론의 바탕이 된다.
1964년 앤드루 헉슬리와 휴 헉슬리에 의해 제안된 활주필라멘트이론은 현재 근수축의 이론에서 가장 널리 받아들여지고 있는 이론이다. 액틴과 미오신 분자들간 미끄러짐에 의해 활주가 일어나며, 이 때의 원동력은 이들 간 교차연결의 움직임으로부터 온다. 또한 전자현미경의 발달로 근수축단위의 구조를 명확히 할 수 있었으며, 필라멘트 자체가 수축하는 것이 아님을 직접 확인하는 계기가 되었다.

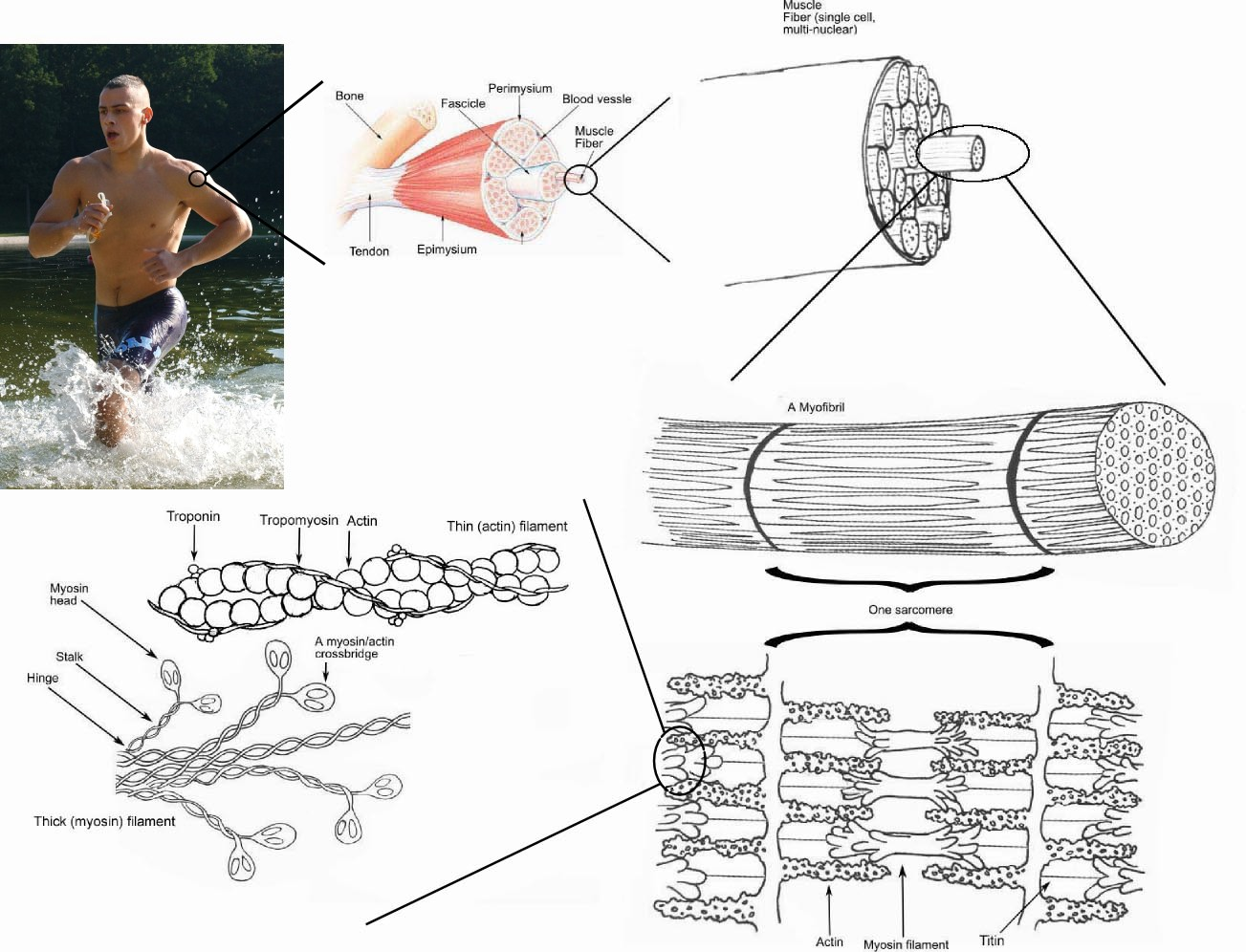
근육의 구조

## 근수축의 단위
골격근 체계는 다음과 같이 요약할 수 있다.
전체 근육(기관)-근섬유(세포)-근원섬유(특수화된 세포소기관)-굵은 필라멘트와 가는 필라멘트(세포골격요소)-미오신과 액틴(단백질).

### 근원섬유
근육을 이루는 단일 골격근세포, 즉 근섬유는 지름이 10~100㎛ 정도로 특수화된 세포소기관인 다량의 근원섬유로 이루어지며 근원섬유는 근섬유의 수축단위가 된다.
각각의 근원섬유들은 지름이 1㎛정도로 세포골격요소인 굵은 필라멘트와 가는 필라멘트의 구조로 이루어져있다. 굵은 필라멘트는 미오신이라는 단백질로 이루어져 있으며, 가는 필라멘트는 둥근 모양의 액틴 단백질로 구성되어 있다.

### 굵은 필라멘트:미오신(마이오신) 단백질
미오신 단백질은 2개의 소단위가 붙어있는 형태로, 각 소단위는 꼬리부분과 머리부분 구성되어있다. 꼬리부분은 중앙쪽을 향하며, 머리부분은 액틴과 결합할 수 있는 부분과 ATP와 결합할 수 있는 부분을 가지고 있어 교차결합을 하는데 중요한 역할을 한다. 결합된 ATP가 분해되면서 방출되는 에너지에 의해 미오신 머리가 움직이고 이에 의해 액틴을 근원섬유마디의 가운데 쪽으로 끌어오면 근원섬유마디의 간격이 좁아지게 된다. 이 때, 각각의 근원섬유마디에서 발생하는 힘이 합쳐져 근력으로 작용하게 된다.

### 가는 필라멘트:액틴 단백질

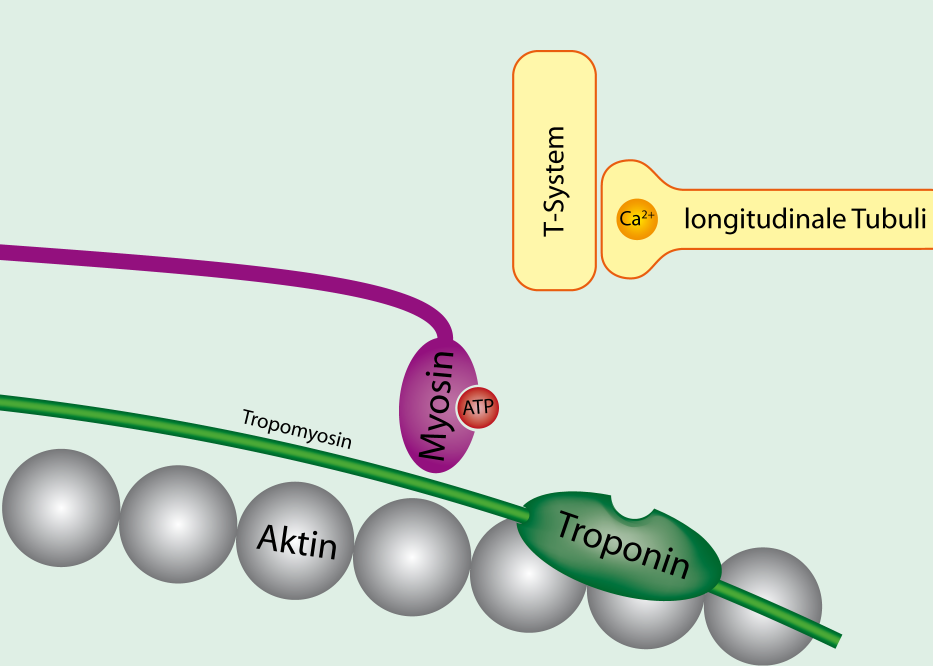
트로포마이오신과 트로포닌이 액틴에 붙으면 미오신이 결합하는 것을 방해한다

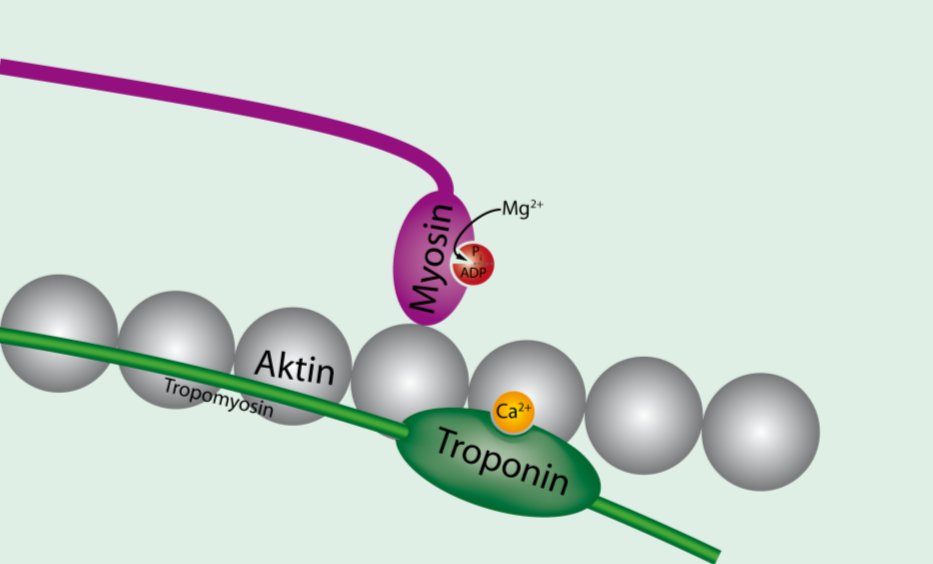
트로포닌이 칼슘이온과 결합하면, 트로포마이오신을 액틴섬유로부터 분리시켜 미오신이 결합할 수 있다

액틴분자는 미오신분자에 비해 1/10보다도 작은 분자량을 지니는데, 두 나선형의 꼬인사슬처럼 연결되어있다.
트로포마이오신(tropomyosin)이라는 단백질이 관여하는데, 이 단백질은 액틴필라멘트를 따라 띠처럼 감겨있는 구조를 하며 교차결합하는 액틴부위를 덮고 있어서 액틴과 마이오신의 결합에서 중요한 역할을 한다.
트로포닌은 칼슘이온과의 결합력이 높은 단백질로 액틴 필라멘트 위에 존재하여 트로포마이오신을 안정화시키고 액틴과 마이오신의 결합을 돕는다. 소포체에서 빠져나온 칼슘이온단백질이 트로포닌과 결합하면 불안정해진 트로포마이오신이 변형되면서 액틴과 마이오신은 결합을 하게 된다.반면에 칼슘이온 없이 트로포마이오신과 트로포닌이 액틴에 붙으면 미오신이 결합하지 못한다.

### 근원섬유마디(sarcomere)
근원섬유를 옆에서 보면 각각의 근원섬유는 밝고 어두운 띠의 연속적인 배열로 구성이 되어있는데, 굵은 필라멘트와 가는 필라멘트의 겹쳐진 배열이 이러한 구조로 보이게끔 한다. 밝은부분의 중앙에는 수직으로 선이 나타나는데 이를 Z선이라고 한다. Z선을 기준으로 나누어지는 각각의 단위를 근원섬유마디 혹은 근절(sarcomere)이라고 부른다. 골격근의 기능적 단위가 되는 근절길이는 수축과 이완에 따라 달라져서, 휴식기에는 2.5㎛지만 최대수축기에는 약 1.5㎛, 최대이완기에는 약 7.0㎛정도 된다.

## 골격근에서의 근수축의 과정
- 운동뉴런의 말단에서 분비된 아세틸콜린에 의하여 근세포막이 탈분극된다
- 세포막을 따라 온 활동전위는 T세관따라 근섬유로 전도된다
- 근소포체에 저장되어있던 칼슘이온이 방출된다
- 방출된 칼슘이온과 트로포닌이 결합하면서 액틴의 결합부위가 노출된다
- ATP분해효소의 활성 후 ADP + P 로 분해시키면서 방출된 에너지는 미오신 머리가 다시 곧추서게 한다.

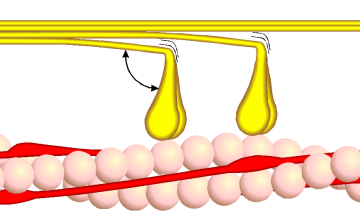
1 교차결합의 생성
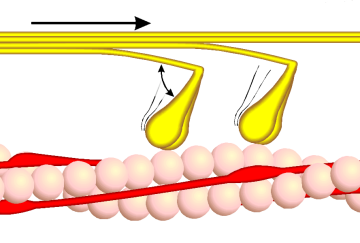
2 파워스트로크
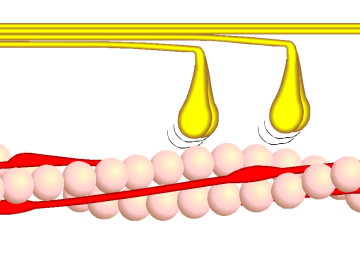
3 원래형태로 돌아감
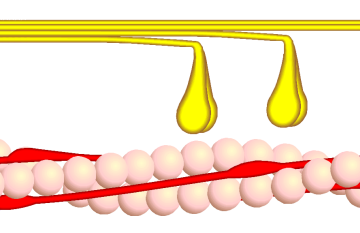
4 새로운결합 준비

## 근수축의 종류

### 등척성 수축(等尺性收縮 isometric contraction)
등척성 수축의 경우는 장력은 증가하더라도 근육의 길이가 변하지 않아 수행된 역학적 일은 없다. 하지만 근육내에서 생리학적일은 수행되었으며, 이 때 발생되는 열은 등장성 열생산이라고 한다. 손발이 움직이지 않는 힘, 사람이 부동자세로 서있으면서 체중을 지탱하는 경우, 물체의 무게가 무거워서 들어올리지 못할 때에 적용될 수 있다.

### 등장성 수축(等張力 收縮 isotonic contraction)
근육의 장력은 일정하되 근육의 길이가 변하는 등장성 운동의 경우는 물건을 들어올리는 경우나 물건을 내려놓는경우와 같이 손발을 움직이는 힘에 적용될 수 있다.
- 단축성 수축 (concentric contraction): 근육이 부하보다 큰 장력을 일으켜 근육이 수축하면서 짧아지는 경우이다. 따라서 장력이 발생하는 방향과 같은 방향으로 근수축이 일어나게 된다.

- 신장성 수축 (eccentric contraction): 근육이 늘어나 외부힘의 작용에 저항하는 수축이다. 물건을 내려놓는 경우와 같이 근육을 잡아당기면서 장력을 내는 경우이다. 이 경우 이두근에 있는 근섬유는 늘어나더라도 늘어나는 방향과 반대로 수축작용이 일어난다.[6]

## 근수축에 대한 역학적 접근
근육이 생산해내는 힘은 근수축에 대한 생리학적 기작 이외에도 역학적 특성에 의하여 영향을 받을 수 있으며 이에 대한 연구가 이루어져왔다.

### 길이-장력 곡선관계
```
장력은 근섬유에서 가는 필라멘트와 굵은 필라멘트간 교차결합 수에 의존한다.
```

장력과 근육의 길이변화 간 관계연구는 1966년 Gordon에 의하여 이루어졌다. 생체 내에서 근육은 최대의 수축력을 갖도록 하기 위하여 길이-장력관계에서의 적정길이 부근으로 가게 되지만, 근육에 부착된 골격에 의해 제한을 받기 때문에 적정길이로부터 30%범위 내에서 길이변화가 이루어진다.
- 근육의 길이가 적정길이일 때 : 근절이 2.0~2.5㎛정도의 적정길이를 보이는 휴지기일 때 액틴필라멘트와 미오신필라멘트의 교차결합 수는 최대가 되고, 이때에 최대장력이 발휘된다.

- 근육의 길이가 적정길이보다 클 때 : 근육의 길이가 늘어날 경우 두 개의 필라멘트는 반대방향으로 당겨져 서로 겹치지 않는 부위가 생기게 된다. 따라서 교차결합의 수는 점차 줄어들게 되면서 장력도 약해지게 된다. 4.0㎛부근에 이르러서는 가는 필라멘트가 굵은필라멘트와 이루는 중첩이 없어지면서 더 이상 장력을 발휘하지 못하게 된다.

- 근육의 길이가 적정길이보다 작을 때 : 근육이 수축하게 되면 교차결합끼리 중첩이 일어나 교차결합의 수는 줄어들게 되고, 장력도 감소한다. 장력이 감소하는 데에는 여러 가지 물리적 원인이 있는데, 굵은 필라멘트가 Z선이상으로 더 이상 수축이 불가능하다는 점, 양쪽에서의 가는 필라멘트가 서로 겹쳐서 교차결합 수가 줄어들 수 밖에 없다는 점을 들 수 있다.

이렇게 근육이 안정길이를 벗어나 신장되는 경우, 수동장력은 커지며 능동장력은 감소하면서 총 장력은 증가하게 된다.

### 부하-속도 관계
```
  “근육 위에 놓인 부하가 증가함에 따라 줄어드는 속도가 감소하여 마침내는 0속력(zero velocity)의 속도에서 최대 등척성장력에 이르게 된다”
[
7
]
```

근수축속도는 최대장력에 이르는데 필요한 시간으로 계산할 수 있다.
등장성수축에서 하중이 커질수록 근육의 수축속도는 감소한다. 하중이 0일 경우 근육의 수축속도는 최대가 되며, 근육의 최대장력보다 하중이 커질 경우에 수축 속도는 0이 된다. 즉, 무거운 물체는 천천히 들어올려지며, 이러한 관계는 큰 하중의 경우에 교차결합이 보다 더 오랫동안 스트로크하기 때문이다.

### 근육의 수축속도와 부하간 기본방정식
- Fenn와 March는 1935년 발표한 논문에서 힘-속도 관계를 다음과 같은 식으로 나타내었다.

( P: 주어진 힘, V: 수축 속도, {\displaystyle V_{0}}: 부하가 없을 때의 수축속도, B와 K는 상수)
```

  

    

      

        
V

        
=

        

          
V

          

            
0

          

        

        

          
e

          

            
−

            
P

            

              
/

            

            
B

          

        

        
−

        
K

        
P

      

    

    
{\displaystyle V=V_{0}e^{-P/B}-KP}

  

[
9
]
```

- 아치볼드 힐은 1938년 근육의 역학적 성질에 대하여 연구하여 근육의 수축속도와 부하간 관계는 직각쌍곡선이 된다는 것을 밝혀내었고 이를 방정식으로 표현하였다. 이 때, P는 근육이 늘어나 줄어들지 않고 지탱할 수 있는 최대 부하 P는 근육에 가해진 부하를 나타내며, 만약 {\displaystyle P_{0}}보다 작은 P만큼의 부하가 가해지면, 그에 의해 근육은 수축하게 되며, 열이 발생하게 되는데, 이 때 수축하는 속도를 V로 정의한다. a[g] 와 b[cm/sec]는 상수이다.

위와같은 관계를 정리한 기본방정식은 다음과 같다.
```
 

  

    

      

        
(

        
P

        
+

        
a

        
)

        
V

        
=

        
b

        
(

        

          
P

          

            
0

          

        

        
−

        
P

        
)

      

    

    
{\displaystyle (P+a)V=b(P_{0}-P)}

  

 ----------식①
```

이 식에서 변수는 수축속도 V와 외부에서 가해진 힘 P이다. 위의 식을 전개한 뒤 정리하면 다음과 같이 나타낼 수 있다(c는 상수).
```

  

    

      

        
(

        
P

        
+

        
a

        
)

        
(

        
V

        
+

        
b

        
)

        
=

        
(

        

          
P

          

            
0

          

        

        
+

        
a

        
)

        
b

        
=

        
c

      

    

    
{\displaystyle (P+a)(V+b)=(P_{0}+a)b=c}

  

[
10
]
```

Hill의 기본방정식을 근육의 생리학적 기작에 적용시켜보면, 전체 근육이 발휘할 수 있는 최대 부하{\displaystyle P_{0}}는 Z선을 이루는 각각의 교차결합이 낼 수 있는 힘{\displaystyle f_{0}}에 결합의 수{\displaystyle n_{0}}를 곱한 것과 같다. 또한, 이 때 가해진 힘 P는 각각의 결합에 전해지는 외부의 힘{\displaystyle f}에 결합의 수{\displaystyle n_{0}}를 곱한 것으로 표현해볼 수 있다.
{\displaystyle P_{0}=n_{0}f_{0}} , {\displaystyle P=n_{0}f}
그러나 이때, 모든 결합{\displaystyle n_{0}}이 다 작동하는 것이 아니고, 일부의 결합{\displaystyle n}만 작동한다고 할 때, 전체 결합 중 작동하는 결합의 수를 {\displaystyle w}로 정의한다. 결합과 분리의 과정은 마찰력의 존재를 의미하며, 이 때 마찰력은 수축 속도{\displaystyle v}
에 비례하므로 마찰계수 {\displaystyle \gamma }와 {\displaystyle v}의 곱으로 마찰력을 표현할 수 있다.
따라서, 전체 다리에 의해 발생된 힘{\displaystyle P'}은 전해지는 외부의 힘{\displaystyle P}와 마찰력 {\displaystyle \gamma v}
만큼을 빼고 고려해야 한다. 뉴턴의 제2법칙에 의해 다시 정리를 해보면 다음과 같다.
```
  

  

    

      

        
n

        

          
f

          

            
0

          

        

        
−

        

          
n

          

            
0

          

        

        
f

        
−

        
n

        
β

        
v

        
=

        
0

      

    

    
{\displaystyle nf_{0}-n_{0}f-n\beta v=0}

  

```

결합에 의해 발생된 힘과 마찰력은 결합수에 비례하므로, {\displaystyle \beta }를 한 결합에 의한 마찰계수로 정의할 때 {\displaystyle \beta ={\frac {\gamma }{n}}}식을 다음과 같이 변형해 볼 수 있다.
```

  

    

      

        
v

        
=

        

          

            
1

            
β

          

        

        
(

        

          
f

          

            
0

          

        

        
−

        

          

            
f

            
w

          

        

        
)

      

    

    
{\displaystyle v={\frac {1}{\beta }}(f_{0}-{\frac {f}{w}})}

  

 ----------식②
```

{\displaystyle w}값은 힘{\displaystyle f}에 선형적으로 의존한다고 보면 다음과 같은 식을 세울 수 있다
{\displaystyle w(f)=A+Bf}
이 때 {\displaystyle f=f_{0}}인 경우 {\displaystyle P=P_{0}}가 되면서 {\displaystyle w=1}이 된다.
그러나 {\displaystyle f=0} 이고 수축속도가 최대일 때에는 {\displaystyle w<1}이 되고 이때의 {\displaystyle w}를 {\displaystyle \tau }라고하자. 위의 두가지 경우를 식으로 표현해보면 다음과 같다.
{\displaystyle f=f_{0}}인 경우 : {\displaystyle 1=A+Bf_{0}}
{\displaystyle f=0} 인 경우 : {\displaystyle \tau =A}
이 두 식을 다시 식②에 대입하면 다음과 같은 식을 얻을 수 있다.
{\displaystyle w=\tau +(1-\tau ){\frac {f}{f_{0}}}}
이 결과를 다시 식①에 대입하면 다음과 같은 식을 얻을 수 있다.
```
  

  

    

      

        
v

        
=

        

          

            

              
f

              

                
0

              

            

            
β

          

        

        

          

            
τ

            

              
1

              
−

              
τ

            

          

        

        

          

            

              

                
f

                

                  
0

                

              

              
−

              
f

            

            

              
f

              
+

              

                

                  
τ

                  

                    
1

                    
−

                    
τ

                  

                

              

              

                
f

                

                  
0

                

              

            

          

        

      

    

    
{\displaystyle v={\frac {f_{0}}{\beta }}{\frac {\tau }{1-\tau }}{\frac {f_{0}-f}{f+{\frac {\tau }{1-\tau }}f_{0}}}}

  

--------식③
```

그런데 이는 Hill의 방정식에서 {\displaystyle a={\frac {\tau }{1-\tau }}f_{0}} , {\displaystyle b={\frac {\tau }{1-\tau }}{\frac {f_{0}}{\beta }}} 로 놓았을 때와 유사한 식이다. 마찬가지로 한 결합에 가해지는 힘이 가장 적을 때, 즉 {\displaystyle f=0}인 경우 근육은 최대로 수축하게 되는데
```

  

    

      

        

          
v

          

            
m

            
a

            
x

          

        

        
=

        

          

            

              
f

              

                
0

              

            

            
β

          

        

      

    

    
{\displaystyle v_{max}={\frac {f_{0}}{\beta }}}

  

```

이 식을 보면 근육에서의 최대 수축속도가 마찰계수와 최대장력으로 표현된 것을 알 수 있다. 이는 Hill의 방정식이 마찰이 있는 단백질 띠의 움직임, 즉 소성흐름을 묘사한다는 것을 보여준다.

### 근육과 일
근육의 장력에 의해 물체를 움직이게 하였을 때 근육은 일을 했다고 정의할 수 있다. 그러나 수축하는 동안 마찰력이 발생하며 열도 발생한다. 즉, 근육에 걸리는 부하가 커서 더 큰 장력을 발휘해야 하는 경우에 그만큼 열도 많이 발생하게 된다. 대체적으로 25%정도가 일에 사용되고 나머지 75%는 열로 전환 되어 온도유지 등에 이용이 된다.

## 같이 보기
- 근이완제
- 운동에 대한 해부학 용어
- 쥐 (의학)
- 운동생리학
- 사후경직
- 연축

## 참고 문헌
1. ↑  Steven Vogel 원저,한국동물학회 옮김, 《힘의원천,근육의 과학과 문화》,전파과학사, 2008, 51쪽
2. ↑  Steven Vogel 원저,한국동물학회 옮김, 《힘의원천,근육의 과학과 문화》, 전파과학사, 2008, 54쪽
3. ↑  Steven Vogel 원저,한국동물학회 옮김, 《힘의원천,근육의 과학과 문화》,전파과학사,2008,56쪽
4. ↑  L. Sherwood, H.Klandorf, H.Yancey 원저,《동물생리학》,라이프사이언스,2007,331쪽
5. ↑  Edington, D. W. , Edgerton, V. R. 원저,《운동생리학》, 서울 : 금광,1993,43쪽
6. ↑  L. Sherwood, H.Klandorf, H.Yancey 원저,《동물생리학》,라이프사이언스,2007,349~350쪽
7. 1 2  Edington, D. W. , Edgerton, V. R. 원저,《운동생리학》, 서울 : 금광,1993,82쪽
8. 1 2  L. Sherwood, H.Klandorf, H.Yancey 원저,《동물생리학》,라이프사이언스,2007,350쪽
9. ↑  Fenn, W. O. and Marsh, B. S.Muscular force at different speeds of shortening. J.Psysiol. Lond. 85: 277-297,1935
10. ↑  Hill, A. V. The heat of shortening and dynamic constants of muscle.Proc.Roy. Soc. B. 126: 136-195,1938
11. ↑  M.V. Volkenstein, 홍영남, 강주상 옮김 《생물물리학》,을유문화사,1993,85쪽
12. ↑  M.V. Volkenstein, 홍영남, 강주상 옮김 《생물물리학》,을유문화사,1993,86쪽

- D.A. Winter 원저,《운동생체역학》,건국대학교 출판부,1992.

## 참고 사이트
- The Myosin Homepage
- Animation: Myofilament Contraction